# Alfred Prokesch
Alfred Prokesch (* 10. November 1930; † Ende Oktober 2010) war österreichischer Journalist und Autor.

## Leben
Prokesch studierte zunächst Mathematik und Physik, dann Germanistik und Publizistik. 1952 trat er in das größte Koalitionsblatt Neues Österreich ein und stieg vom Reporter, Sportjournalist, Reiseberichterstatter, Rezensent, Leitartikler zum stellvertretenden Chefredakteur auf. Nach Ende der Koalitionsära wechselte er zur Kronenzeitung.
Gemeinsam mit Helmut Zwickl übernahm er den Motor-Kurier, die technische Wochenendbeilage des Kurier, dessen Ressortchef er bis zu seiner Pensionierung 1995 war. Er baute ihn zur größten Auto-Beilage im deutschen Sprachraum aus und prägte den Motor-Journalismus in Österreich mit. Er berichtete über alle Belange der Schiffs-, Luft- und Kraftfahrt. Ab Mitte der 50er forderte er angesichts der einsetzenden Massenmotorisierung in Wien Straßendurchbrüche und Stadtautobahnen.  Er galt als Doyen des Motorjournalismus.
Er arbeitete auch für Die Zeit, die Wochenpresse und den Zürcher Tages-Anzeiger. Mit Gunther Philipp verfasste er das ORF-Automagazin Motorama.

## Veröffentlichungen
- mit Fritz Reust: Autos kauft man nicht mit Geld allein: Das Buch vom Autokauf, die richtige Methode, das bessere Auto zu finden. Bucher, Luzern, 1965
- 9mal Österreich. Panoramen der modernen Welt. Piper, München, 1976
- Endlich richtig Autofahren. Droemer-Knaur, München, Zürich, 1978, ISBN 3-426-00518-2
- Knaurs großes Buch vom Auto. Droemer Knaur, München, Zürich, 1980, ISBN 3-85886-089-1
- mit Ernst Fiala: Soviel Auto braucht der Mensch. Eurotax-Verlag, Pfäffikon, 1990, ISBN 3-9520040-1-4